# Bułgaria na Zimowych Igrzyskach Olimpijskich 1956
Bułgarię na Zimowych Igrzyskach Olimpijskich 1956 reprezentowało 7 zawodników.

## Reprezentanci

### Biegi narciarskie

#### Kobiety
| Zawodnik      | Konkurencja             | Czas  | Pozycja | Źródło |
| ------------- | ----------------------- | ----- | ------- | ------ |
| Marija Dimowa | 10 km stylem klasycznym | 45:52 | 34.     | [ 1 ]  |

#### Mężczyźni
| Zawodniczka     | Konkurencja              | Czas    | Pozycja | Źródło |
| --------------- | ------------------------ | ------- | ------- | ------ |
| Dimityr Petrow  | 15 km techniką klasyczną | 57:53   | 53.     | [ 2 ]  |
| Zacharin Griwew | 15 km techniką klasyczną | 58:11   | 54.     | [ 2 ]  |
| Christo Donczew | 30 km techniką klasyczną | 2:02:10 | 43.     | [ 3 ]  |
| Zacharin Griwew | 30 km techniką klasyczną | 2:03:21 | 44.     | [ 3 ]  |
| Christo Donczew | 50 km techniką klasyczną | 3:26:06 | 26.     | [ 4 ]  |

### Narciarstwo alpejskie

#### Mężczyźni
| Zawodnik         | Konkurencja   | 1. przejazd | 1. przejazd | 2. przejazd | 2. przejazd | Suma czasów      | Pozycja          | Źródło |
| Zawodnik         | Konkurencja   | Czas        | Pozycja     | Czas        | Pozycja     | Suma czasów      | Pozycja          | Źródło |
| ---------------- | ------------- | ----------- | ----------- | ----------- | ----------- | ---------------- | ---------------- | ------ |
| Georgi Dimitrow  | Zjazd         | 3:18.1      | 18.         | —           | —           | 3:18.1           | 18.              | [ 5 ]  |
| Georgi Waroszkin | Zjazd         | 3:30.0      | 24.         | —           | —           | 3:30.0           | 24.              | [ 5 ]  |
| Petyr Angełow    | Zjazd         | 3:38.5      | 27.         | —           | —           | 3:38.5           | 27.              | [ 5 ]  |
| Georgi Dimitrow  | Slalom gigant | 3:28.9      | 34.         | —           | —           | 3:28.9           | 34.              | [ 6 ]  |
| Georgi Waroszkin | Slalom gigant | 3:33.9      | 41.         | —           | —           | 3:33.9           | 41.              | [ 6 ]  |
| Petyr Angełow    | Slalom gigant | 3:40.0      | 44.         | —           | —           | 3:40.0           | 44.              | [ 6 ]  |
| Georgi Dimitrow  | Slalom        | 1:35.2      | 22.         | 2:00.7      | 14.         | 3:35.9           | 13.              | [ 7 ]  |
| Petyr Angełow    | Slalom        | 1:49.1      | 33.         | 2:27.1      | 39.         | 4:16.2           | 32.              | [ 7 ]  |
| Georgi Waroszkin | Slalom        | DSQ         | DSQ         | NQ          | NQ          | Nieklasyfikowany | Nieklasyfikowany | [ 7 ]  |